# Специјално образовање
Специјално образовање је посебан вид образовања у установама за обуку инвалидне и хендикепиране деце са бихевиоралним, здравственим и другим посебним потребама. Савремени инклузивни концепт образовања промовише повратак особа са посебним потребама у редовне школе, када год је то могуће, и прилагођавање образовно-васпитног програма њиховим потребама.

## Проблеми
Ученици у ризику (они чије посебне потребе у образовању нису у вези са сметњама у развоју) су често у одељењима са ученицима са посебним потребама. Критичари тврде да ће напредак у образовању код ученика са посебним потребама вероватно бити успорен, уколико буду у истом одељењу са ученицима у ризику. Критике тако организованих посебних одељења већ постоје, на рачун мање захтевног наставног плана.
Инклузија као пракса (у одељењима са редовном наставом) је такође критикована од стране заговорника као и родитеља деце са посебним потребама, зато што је код неких ученика са посебним потребама неопходно применити образовне методе које се драматично разликују од типичних наставних метода. Критичари тврде да је немогуће ефикасно применити две или више образовних метода у истој учионици. Као резултат тога, јавља се велика разлика у напредовању у образовању, између ученика којима је потребан посебан образовни приступ, и њихових вршњака.
Родитељ просечног детета понекад страхује да ће посебне потребе ”потпуно инклузивног” ученика одузети велики део пажње и енергије науштрб осталих у разреду и самим тим умањити њихово академско постигнуће.
С тим у вези се води и расправа око нивоа до ког ученици са посебним потребама, било у редовној или у посебној настави, изискују посебан педагошки приступ, који је заснован на научним студијама појединачних дијагностикованих категорија, или је општеобразовни приступ одговарајући за све ученике , укључујући и оне са посебним потребама.
Неки родитељи, заговорници и ученици изражавају бојазан у вези са одрживошћу критеријума и њиховом применом. У неким случајевима долази до противљења родитеља и ученика при њиховом сврставању у посебан образовни програм. На пример, ученик може да буде распоређен у посебан образовни програм због стања одређених менталних поремећаја,као што су опсесивно компулзивни поремећај, депресија, анксиозност, напади панике или АДХД (Поремећај хиперактивности и дефицита пажње), док са друге стране ученик и његови родитељи сматрају да је наведено стање адекватно збринуто лековима и спољном терапијом. У осталим случајевима, ученицима, чији родитељи верују да је њиховој деци неопходна подршка посебног образовања, се ускраћује учествовање у програму на основу применљивих критериума.
Поставља се питање, да ли је сврсисходно улагати напор у покушају образовања деце са тешким поремећајима, на пример она која су у перзистентном вегетативном стању. Док нека деца са тешким поремећајима могу да савладају једноставне задатке, као што је притискање зујалице када желе да скрену пажњу, нека то нису у стању. Неки родитељи и заговорници истичу, да би за ту децу било примереније да било који академски програм замене бољом физикалном негом. У другим случајевима, поставља се питање, да ли је учење таквих не-школских предмета, као што је притискање зујалице, посао школског система, а не здравствених служби.
Друго велико питање је мањак средстава која би омоућила појединцима са посебним потребама да стекну образовање у земљама у развоју. Као последица тога, јавља се то да 98% деце са посебним потребама у земљама у развоју, нема приступ образовању.
Проблеми у математици
1) Когнитивни развој
- Декларативно знање - Представља математичке чињенице које деца граде сваким новим предавањем наставника.
- Процедурално знање - Подразумева тешкоће које ученици имају у памћењу процедуре или корака у различитим операцијама. Пример тога био био Редослед операција. Већина ученика је у стању да запамти редослед: заграде, експоненти, множење, дељење, сабирање и потом одузимање. Деца ово упамте кроз рецитације и риме. Међутим, деца са посебним потребама имају потешкоће у схватању прецедуралног знања.
- Концептуално знање - То је свеобухватна слика. Нека деца са посебним потребама имају потешкоће у схватању односа и сврхе математичког концепта и друштва.

2) Проблеми са перформансама
- Исправно писање бројева и других математичких симбола - Нека деца са дислексијом и дисграфијом ће са овим имати великих потешкоћа.
- Присећање значења симбола и одговарање на основне задатке - Ово је тесно повезано са когницијом. Нека деца могу да препознају симболе или основне математичке задатке, ипак она нису у стању да се сете значења симбола и да одговоре на математички задатак.
- Бројање - Поједина деца могу да забораве који је број први, који последњи, итд.
- Праћење редоследа поступка - Текстуални задаци могу да доведу до проблема у поступку. Деца са посебним потребама могу да забораве редослед, како да користе контекстуалне смернице, итд.

3) Перформансе у основној аритметици
- Грешке у рачунању - Дете је способно да схвати основни математички проблем и начин на који ће га решити. Ипак се могу јавити грешке при решавању задатака са више корака.
- Тешкоће у обради података - Свако дете мора да познаје основне чињенице и да буде у стању да их обради. Ако то не успе, јавља се проблем са математиком.

4) Тешкоће са текстуалним задацима
- Одбацивање ирелевантних података - Ученици са посебним потребама имају потешкоћа у препознавању информација које нису од важности.
- Сложена структура реченице - Код ове деце се могу јавити потешкоће у самом читању задатог математичког проблема због сложене реченичке структуре.